# なぜ社会主義なのか?
『なぜ社会主義なのか? 』（なぜしゃかいしゅぎなのか?、Why Socialism?）は、1949 年 5 月に社会主義雑誌『月刊レビュー』の創刊号に掲載されたアルベルト・アインシュタインによって書かれた記事。

## 概要
資本主義、略奪的な経済競争、拡大する富の経済格差の問題に取り組んでいる。この報告書は、民間資本家によるマスメディアの統制が国民が客観的な結論に達することを困難にし、政党が裕福な資金援助者の影響を受けて「民間資本の寡頭制」をもたらしていることを浮き彫りにしている。
アインシュタインは、これらの問題は、個人の権利を保護する強力な民主主義を維持する計画経済によってのみ解決できると結論付けている。